# Ștefan Gheorghiu (Politiker)

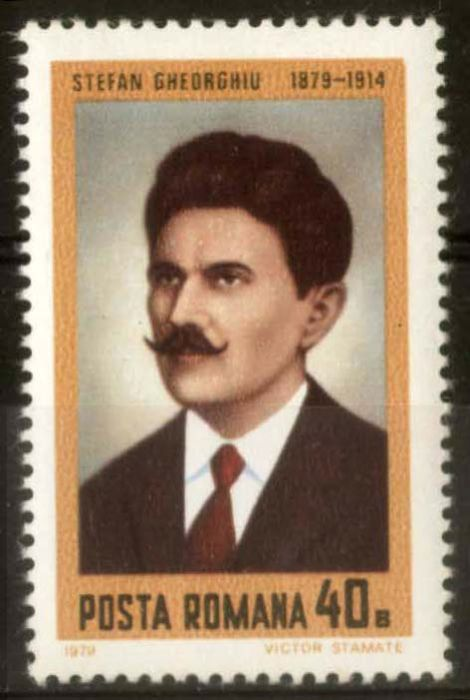
Briefmarkenausgabe zum 100. Geburtstag von Ștefan Gheorghiu (1979)

Ștefan Gheorghiu (* 15. Januar 1879 in Ploiești; † 19. März 1914 in Bukarest) war ein rumänischer Sozialist und Gewerkschafter.

## Leben
Gheorghiu, Sohn eines Arbeiters, schloss sich dem Arbeiterclub (Club al muncitorilor) seiner Heimatstadt an. Nach Auflösung der Sozialdemokratischen Arbeiterpartei Rumäniens (Partidul Social-Democrat al Muncitorilor din România) im Jahre 1899 schloss sich Gheorghiu der Liberalen Partei an und engagierte sich für die Wiederherstellung der Arbeiterpartei und die Bildung von Gewerkschaften. Während des Rumänischen Bauernaufstandes von 1907 unterstützte er die Forderungen der Bauern. Im selben Jahr wurde er wegen Aufhetzung zu einer sechsmonatigen Gefängnisstrafe verurteilt. 1907 wurde er in Abwesenheit in den Generalrat der rumänischen Gewerkschaften gewählt. Nach Wiederherstellung der Sozialdemokratischen Partei (Partidul Social Democrat Român) im Januar 1910 bekämpfte Gheorghiu die revisionistische Führung der Partei. 1912 war er Leiter einer Gruppe von Sozialisten, die gegen die Beteiligung Rumäniens am Zweiten Balkankrieg eintraten. Er publizierte im selben Jahr das Antikriegsmanifest Război războiului (Krieg dem Kriege).
Gheorghiu wurde 1912 zum Sekretär der Rumänischen Transportarbeiter-Gewerkschaft (Uniunea muncitorilor de transport din România) gewählt und leitete im April 1913 einen Streik in Brăila.
Gheorghiu starb im Alter von 35 Jahren an Tuberkulose.

## Ehrungen
Die Parteihochschule der Rumänischen Kommunistischen Partei trug von 1946 bis 1989 seinen Namen.
Die Rumänische Post gab 1979 zu seinem 100. Geburtstag eine Sondermarke heraus.